# Hispania ulterior

Die Karte zeigt Hispanien mit den Provinzen Hispania citerior (nordöstlich) und Hispania ulterior (südöstlich)

Hispania ulterior („das weiter entfernte bzw. jenseitige Spanien Hispanien“) und Hispania citerior (deutsch „das näherliegende bzw. diesseitige Hispanien“) sind die beiden Provinzen, in welche die Iberische Halbinsel im Jahr 197 v. Chr. von den Römern aufgeteilt wurde. Die ulterior umfasste den Süden und den Westen, die citerior den Osten und Nordosten. Der Nordwesten einschließlich Nordportugal wurde später nach seiner Eroberung in die Hispania citerior eingegliedert. Provinzstatthalter war ein Propraetor.
Die Grenze zwischen citerior und ulterior bildete im Norden der Unterlauf des Douro von seiner Mündung bis zur Gegend westlich von Zamora (Ocelodurum); dort bog sie nach Südosten. Das heutige Salamanca (Helmantica) gehörte noch zur ulterior, Zamora, Segovia (Segobriga) und Toledo (Toletum) gehörten zur citerior. An der Mittelmeerküste verlief die Grenze in republikanischer Zeit südwestlich von Carthago Nova (Cartagena).
In der römischen Kaiserzeit unter Princeps Augustus wurde Hispania ulterior in die Provinzen Lusitania und Baetica aufgeteilt.
Zu den (späteren) römischen Städten der Hispania ulterior gehörten Corduba (Córdoba), Munda (heute Monda in der Provinz Málaga), Gades (Cádiz) und Olisipo (Lissabon).